# Juniper Networks

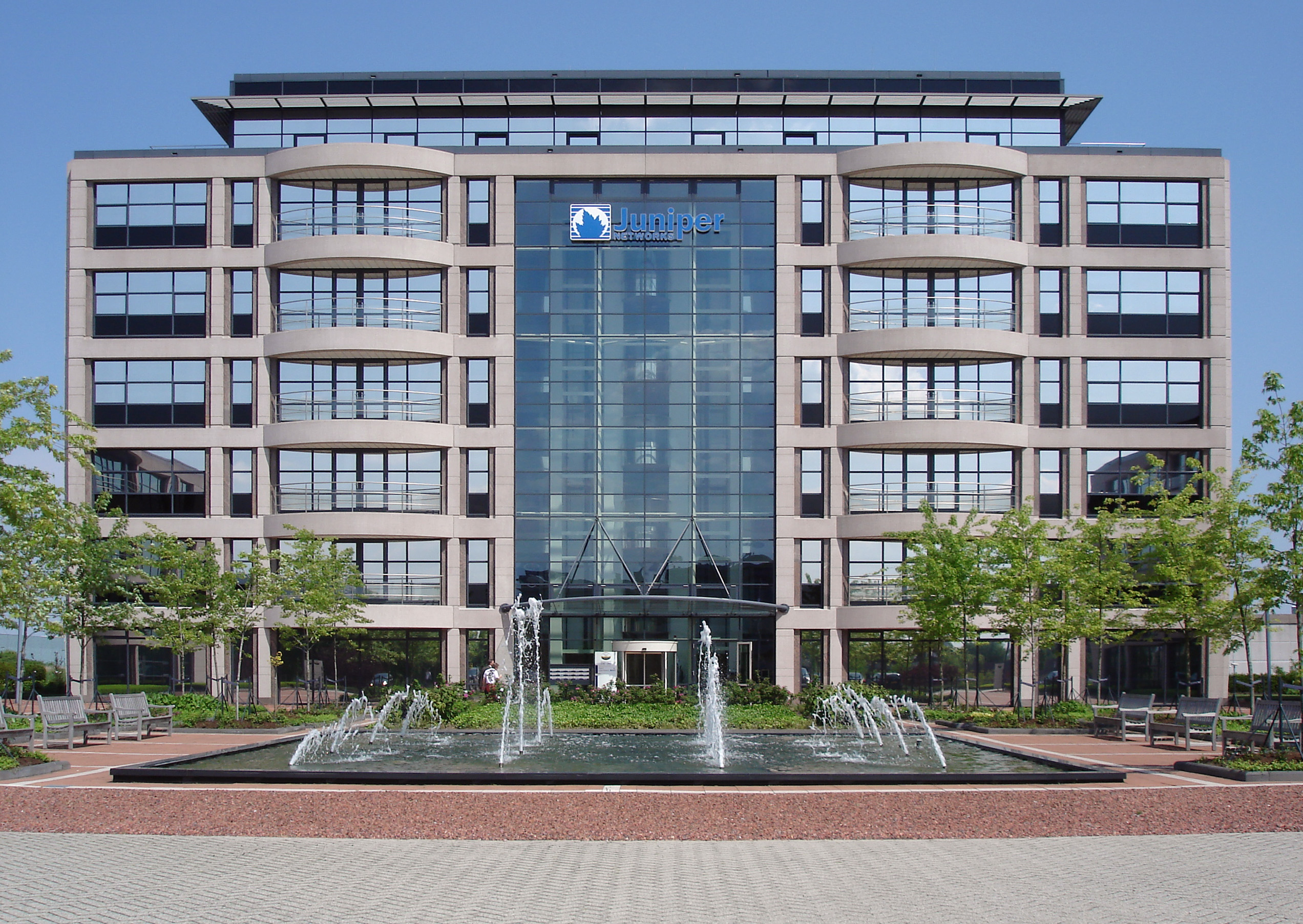
Kantoor Juniper Networks in Amsterdam

Juniper Networks, Inc. is fabrikant van netwerkapparatuur voor gebruik bij internetproviders en de grootzakelijke markt. Het bedrijf is opgericht in 1996 en heeft zijn hoofdkantoor in Sunnyvale, Californië.

## Geschiedenis
In 1995 vatte Pradeep Sindhu, een belangrijke wetenschapper bij het centrum Palo Alto Research van Xerox, het idee aan om een nieuw bedrijf te beginnen tijdens zijn vakantie. Hij was van mening dat er ruimte was voor een nieuw bedrijf dat zich zou toeleggen op het produceren van routers met een grote capaciteit voor de snel ontwikkelende internetmarkt. Sindhu begon het bedrijf met een startkapitaal van $ 200 000 van durfinvesteerder Kleiner Perkins Caufield & Byers. Hij nam twee andere netwerktechnici in dienst: Bjorn Liencres afkomstig van Sun Microsystems en Dennis Ferguson van MCI Communications. Voor de noodzakelijke zakelijke kennis huurde hij Scott Kriens in, medeoprichter van StrataCom, leverancier van netwerkswitchingsystemen die in 1996 gekocht werd door Cisco.
In het eerste jaar was Sindhu zowel CEO als de voorzitter van de raad van commissarissen. Kriens nam de functie van CEO van hem over in september 1996. Kriens wordt gezien als de architect achter de eerste commerciële successen van Juniper Networks.
Het startende bedrijf wist in 1997 nog eens $ 6 miljoen aan kapitaal aan te trekken van AT&T en The Anschutz Corporation. Daarnaast werd nog eens $ 14 miljoen opgehaald bij enkele durfinvesteerders en $ 40 miljoen van netwerkproviders en leveranciers zoals Northern Telecom, 3Com, WorldCom, Siemens en enkele andere.
In september 1998 leverde Juniper haar eerste product af: de M40-router. De M40 was de eerste implementatie waarbij ASICs gebruikt werden voor het doorsturen en routeren van pakketten. Door toepassing van deze techniek was het mogelijk om het verkeer van acht volledig belaste 2,5Gb/s-Packet over SONET/SDH-interfaces te verwerken in een router van dit formaat. Deze technologische doorbraak hielp om de explosieve groei van het internetverkeer mogelijk te maken.

### Routers
Het bedrijf begon met hogecapaciteitsrouters voor het routeren van verkeer in de backbonenetwerken van ISP's. Het eerste product was de M40, maar inmiddels is het aanbod enorm uitgebreid, al wordt de directe opvolger van de M40, de M40e nog veel geleverd. Op het gebied van routers biedt het bedrijf zowel core-backbone-routers voor het hart van een netwerk van een provider, edge-routers voor de randen van datzelfde netwerk en broadband-edge-routers, specifiek ontworpen voor breedbandproviders.
Daarnaast heeft Juniper zich inmiddels ook begeven op de markt voor bedrijfsnetwerken, maar dat is voor routers wel specifiek tot de grotere netwerken. Behalve dedicated routers biedt Juniper nu ook multiplatformproducten: ethernetswitches met firewall-, VPN- en routerfunctionaliteiten.
Ook biedt Juniper routers voor heel specifieke markten: backhaul-routers voor mobiele operators: verkeer gegenereerd door (of bestemd voor) een mobiel telecommunicatieopstelpunt wordt via deze router gestuurd naar een centraal punt voor verder transport. Deze BX-router communiceert met gewone routers opgesteld op de netwerkknooppunten. Deze router heeft een aantal functies die specifiek van belang zijn voor mobiele operators: de mogelijkheid om verschillende timingsystemen naast elkaar te gebruiken, ondersteunt verschillende vormen van backhaul datatransport (xDSL, ethernet, E1/T1 al dan niet via straalverbindingen). De BX7000-router is zo ontworpen dat hij te plaatsen is in de buitenkasten zoals die toegepast worden op opstelpunten voor mobiele telecommunicatie, ongevoelig is voor vocht, trillingen, temperatuurschommelingen enz.

### Security Appliance
Juniper biedt een aantal producten die bedoeld zijn om netwerken te beschermen tegen ongeoorloofde toegang van buitenaf, aanvallen, ongewenst verkeer, voorkomen van aftappen van data enz.
Voor elke deelmarkt levert het bedrijf speciale apparaten; dus firewalls, VPN-concentratiepunten, beveilige draadloze wifitoegangspunten enz., maar daarnaast zijn er een groot aantal combinatieproducten: een ethernetswitch met routeropties, VPN SSL-encryptie en firewallfuncties in een. Naast de verschillende apparaten is er ook een beheerplatform waarmee alle verschillende netwerksystemen via een centraal platform beheerd kunnen worden.
Intrusion Detection and Prevention-systeem. Deze term kan vertaald worden als een apparaat welke netwerk-inbraak detecteert en voorkomt.

De meeste securityproducten zijn gemaakt om toe te passen op het grensvlak tussen een bedrijfsnetwerk en een openbaar netwerk (lees: internet): een firewall houdt inkomend ongewenst verkeer tegen en voorkomt dat een interne gebruiker verbindingen maakt met een extern systeem wat niet gewenst is. En een VPN access-concentrator maakt het mogelijk dat iemand van buitenaf toegang kan krijgen tot het bedrijfsnetwerk, maar alleen via VPN, waarbij het verkeer versleuteld wordt en de identiteit van de inlogger extra gecontroleerd wordt.
Een IDP-systeem werkt echter anders: het bewaakt het verkeer binnen een netwerk zelf: door het inzetten van IDP-systemen op strategische knooppunten in het netwerk kan het dataverkeer dat binnen het bedrijfsnetwerk blijft geanalyseerd worden en wordt er alarm gegeven als er verdacht dataverkeer plaatsvindt. Net als bij gewone inbraakalarmsystemen moet een IDP-systeem de juiste balans vinden tussen het voorkomen van valse alarmmeldingen, maar daadwerkelijke problemen niet missen.
Enkele principes of technieken die worden gebruikt zijn: het herkennen van ongewenst verkeer of aanvalspoging op basis van de handtekening van de verkeersstroom. Dit gaat onder andere via een database met signatures van verdachte datastromen. Indien er een nieuw datapatroon behorend bij een attack is onderkend dan wordt die dezelfde dag gestuurd naar alle IDP-systeem.
Een andere methodiek is het herkennen van sterk afwijkende verkeerspatronen: indien een bepaalde pc plots een geheel nieuw verkeerspatroon laat zien dan kan dit gerapporteerd worden aan de beheerder en/of kan dit verkeer worden tegengehouden.
Ten slotte is het mogelijk om zeer specifiek te configureren welke computer of gebruiker wat voor verkeer mag genereren en wanneer: zo kun je bijvoorbeeld bepalen dat via poort 80 verkeer naar de intranetserver en naar internet toegestaan is, maar dat er alarm wordt geslagen als die pc op poort 80 verbinding maakt met een ander werkstation binnen het LAN.
ISG: Intergrated Security Gateways: een ISG is een volledig geïntegreerde firewall, VPN-concentrator en IDP-machine in een. De ISG1000 heeft een maximale doorvoersnelheid als firewall van 2 Gb/s en als VPN-concentrator met 3DES of AES van 1 Gb/s. Voor het ISG2000-model gelden dubbele snelheden.
Identity and Policy control: Juniper biedt beheerders van bedrijfsnewerken gereedschap om goede bewaking van authenticatie- en securitybeleid af te dwingen. Zo is er de Steel Belted Radius-server in een uitvoering als DHCP-server in een bedrijfsnetwerkomgeving of in een ISP-omgeving. Deze extra robuuste DHCP-servers draaien op de Juniper-servers. In combinatie met Odyssey Access Client biedt het een compleet platform voor veilige authenticatie op basis van Radius.

### Netscreen
Via de modellen in de Netscreen-reeks biedt Juniper de zakelijke en providermarkt een geïntegreerd platform voor firewall en VPN-access-concentrator met encryptie. De twee nog bestaande modellen kunnen als firewall een datastroom van 10 respectievelijk 30 Gb/s aan en als VPN-concentrator met encryptie 5 respectievelijk 15 Gb/s. Zowel de Netscreen 5200 als 5400 kennen maximaal 10 ethernetinterfaces: 8 x mini-GBIC en 2 x XFP10Gb/s.
Verder ondersteunt het platform 40 000 beleidsregels en verwerkt het maximaal 1 respectievelijk 2 miljoen gelijktijdige sessies, ten minste 4096 VLANs en kan je er 3 tot ruim 1000 virtuele routers configureren.

### Switching
De Juniper EX-series ethernetswitches beginnend bij non-modulaire 24 of 48 poorts-ethernetswitch (EX2200) tot een modulaire switch van 8 of 16 slots waarbij elk slot ofwel 48 x (10/)100/1000 interfaces over koper of glas mogelijk maakt of 8 x 10Gb/s. (EX8200). De switches bieden layer-2 functies als VLAN-tagging, spanning-tree protocol, port-monitoring etc. En ook IP layer 3 routeringsopties zijn ondersteund zoals IPv4- en IPv6-routeinformatie, BGP-4-routing etc.

### Draadloos
Juniper heeft de AX111 als Wi-Fi remotely managed access points die zeer eenvoudig (automatisch) geconfigureerd kunnen worden. Daarnaast biedt Juniper de CX111 die via mobiele netwerken verbindingen opzet: ofwel als standaardverbinding of als fallback bij uitval van de gewone (VPN-gebaseerde) backboneverbinding: bij uitval van de backbone via een bekabeld netwerk uitvalt kan de CX111 zorg dragen voor een alternatieve verbinding via UMTS/HSDPA opgezet wordt. De CX111 kan als stand-alone apparaat ingezet worden of als 'add-on' voor een SSG-platform of in combinatie met een SRX- of J-series-router.

### Overig
Hart van alle Junipersystemen is het netwerkbesturingssysteem Junos, de Junipertegenhanger van Cisco's IOS waarbij het nieuwere IOS-XR mede een reactie is op het succes van Juniper in backbonenetwerken.
Naast dit netwerkbesturingssysteem van alle apparaten zijn er een aantal softwareproducten: Application Acceleration (icm appliences) Media Flow Controllers (VXA-series).

## Overnames
Juniper bracht de eerste M40-router op de markt in 1998 en heeft sindsdien haar portfolio enorm zien groeien, Naast autonome groei en eigen ontwikkelingen droegen een aantal strategische overnames ook bij aan de groei:
De belangrijkste overnames zijn:
- november 1999 — Layer Five
- december 2000 — Micromagic
- november 2001 — Pacific Broadband
- mei 2002 — Nexsi Systems
- juli 2002 — Unisphere Networks, a subsidiary of Siemens
- april 2004 — NetScreen Technologies
- april 2005 — Kagoor
- juli 2005 — Peribit Networks
- juli 2005 — Redline Networks
- oktober 2005 — Acorn Packet Solutions
- december 2005 — Funk Software